# Georgij Timofeevič Dobrovol'skij
Georgij Timofeevič Dobrovol'skij (in russo Георгий Тимофеевич Добровольский?; Odessa, 1º giugno 1928 – Spazio, 30 giugno 1971) è stato un cosmonauta sovietico.

## Biografia
Dobrovol'skij si decise per la carriera militare nel suo paese diventando pilota dell'aeronautica militare dell'Armata Rossa con il grado di Tenente colonnello. Frequentò l'accademia militare dell'aeronautica sovietica di Monino.
Venne selezionato per il ruolo di cosmonauta l'8 gennaio 1963. Da tale data fino al 21 gennaio 1965 partecipò all'addestramento di base da cosmonauta per una futura missione nello spazio.
Quale comandante della Sojuz 11, nomignolo Jantar (in italiano ambra), rimase nello spazio dal 6 giugno al 29 giugno 1971 raggiungendo 23 giorni, 18 ore e 21 minuti di volo nello spazio. Durante l'atterraggio della missione vi fu un guasto ad una valvola di scarico della navicella spaziale che causò la morte di Dobrovol'skij e dei suoi due compagni di missione a causa di soffocamento. Lasciò la moglie e due figli.
In suo onore vennero nominati con il suo nome una strada a Kaluga, una scuola ad Odessa ed un asteroide (1789 Dobrovolsky). In diverse città della Germania Est vi furono vie nominate in suo onore, così per esempio a Magdeburgo. La maggior parte di queste vie vennero nominate diversamente successivamente dalla caduta del Muro di Berlino Unica eccezione vale per la cittadina di Fürstenwalde dove a tutt'oggi esiste la via Dobrovol'skij.

## Onorificenze
Eroe Ucraino , Scuola nr.10 intitolata a Dobrovol'skij, presso la scuola un museo